# Glenochrysa conradina
Glenochrysa conradina is een insect uit de familie van de gaasvliegen (Chrysopidae), die tot de orde netvleugeligen (Neuroptera) behoort. 
Glenochrysa conradina is voor het eerst wetenschappelijk beschreven door Navás in 1910.